# Phyllothemis raymondi
Phyllothemis raymondi – gatunek ważki z rodziny ważkowatych (Libellulidae).